# Рассуждение о добровольном рабстве

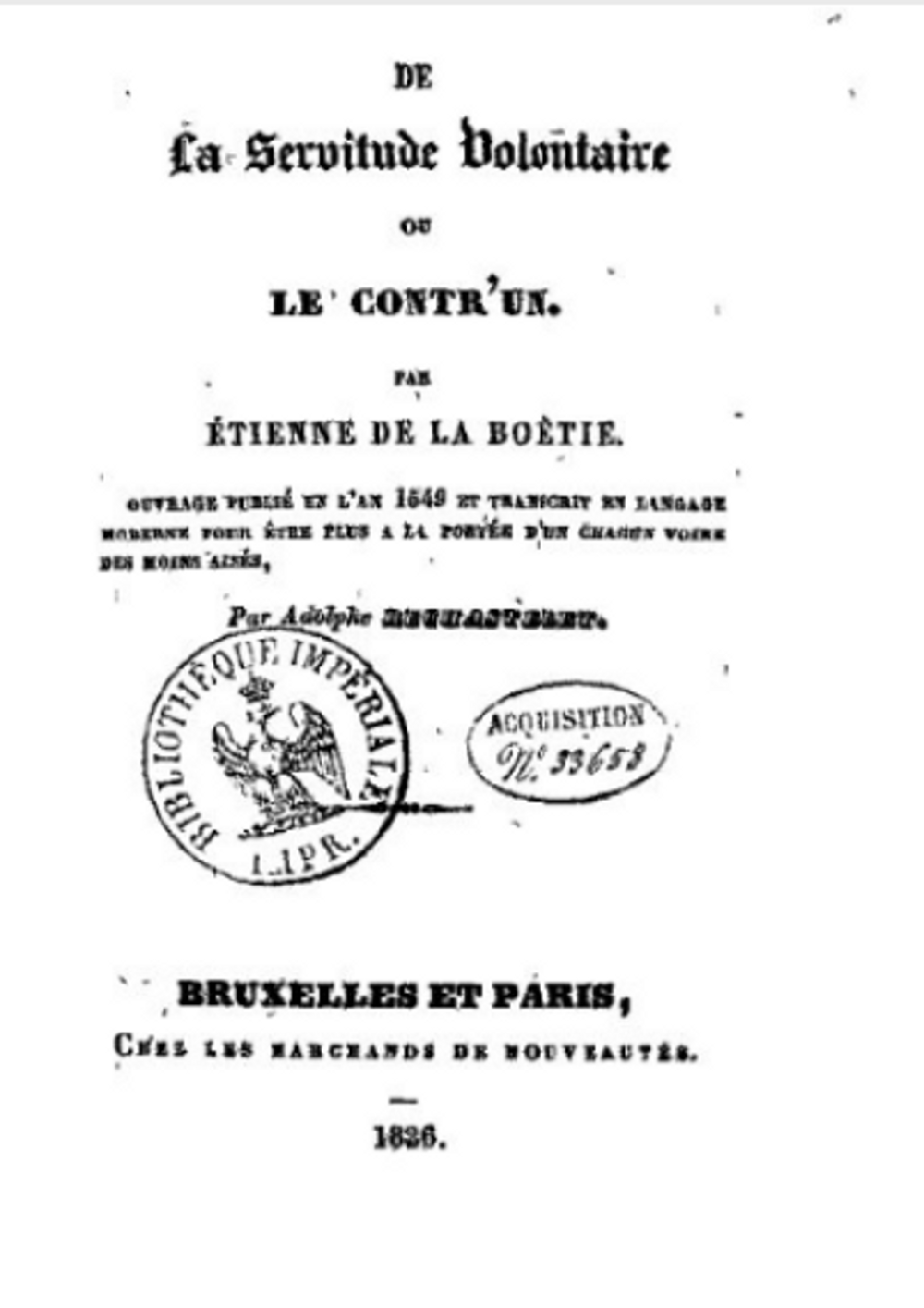

«Рассуждение о добровольном рабстве» (фр. Discours de la servitude volontaire) — произведение, написанное Этьеном де Ла Боэси. Опубликованная на латыни фрагментами в 1574 году, а затем полностью на французском в 1576 году, книга, вероятно, была создана автором в возрасте 16 или 18 лет.
Текст состоит из краткого обвинительного акта против абсолютизма, который поражает своей эрудицией и глубиной, тогда как написан он молодым человеком. В данном тексте ставится вопрос о легитимности любой власти над населением и предпринимается попытка анализа причин подчинения.
Оригинальность тезиса Ла Боэси заключается в том, что он утверждает: вопреки распространённому мнению о принудительном характере рабства, на деле оно существует по добровольному согласию самих подчинённых. Многие, обманутые внешним видом власти, искренне считают послушание неизбежным. Но разве можно иначе объяснить, как небольшая группа людей может заставить всё население страны подчиняться ей с такой покорностью? Фактически любая власть, даже если она изначально устанавливается насилием, не может долго существовать без сотрудничества — активного или молчаливого — значительной части общества.. Ла Боэси пишет: «Поэтому прими решение больше не служить, и ты будешь свободен».